# تنگه‌راز
تنگه‌راز، روستایی از توابع شهرستان راز و جرگلان در استان خراسان شمالی ایران است.

## جمعیت
این روستا در بخش راز قرار دارد و براساس سرشماری مرکز آمار ایران در سال ۱۳۸۵، جمعیت آن ۳۵۵ نفر (۹۰خانوار) بوده‌است.